# ShareCAD
ShareCAD (ShareCAD.org) — бесплатный онлайн-сервис, предназначенный для просмотра чертежей различных САПР, векторных и растровых изображений, а также 3D-моделей. ShareCAD также предоставляет пользователям бесплатный iframe-плагин для отображения чертежей на сайте. Сервис работает в браузерах на платформах: Windows, OS X, Linux, Android, iOS и Windows Phone, и доступен на английском, немецком, французском, нидерландском, итальянском, испанском, португальском и русском языке.

## Особенности
ShareCAD позволяет просматривать чертежи в браузерах онлайн без установки каких-либо дополнительных программ. Сервис не только открывает чертежи, но и имеет такие особенности, как доступ к слоям, масштабирование, 3D-вращение и другие. Чтобы просмотреть чертёж более подробно, можно изменить цвет фона (белый или чёрный фон). Помимо этого, чертёж можно распечатать. Ссылка на загруженный чертёж остаётся действительной в течение суток. Максимальный допустимый размер файла составляет 50 МБ.
У сервиса ShareCAD также есть бесплатная необязательная регистрация, позволяющая пользователям хранить их загруженные файлы на сервере.

## Поддерживаемые форматы
- Форматы чертежей САПР: AutoCAD DWG, DXF, DWF, HPGL
- Форматы 3D-моделей: STEP (.stp), IGES (.igs), BREP, STL, SAT (ACIS)
- Форматы векторной графики: PDF, SVG, CGM, WMF, EMF
- Форматы растровой графики: PNG, BMP, JPEG (.jpg), GIF, TIFF, TGA, CAL
- Архивы: 7z, RAR, CAB, ZIP, BZIP, TAR

## Бесплатный iframe-плагин
ShareCAD предлагает бесплатный iframe-плагин для просмотра DWG на сайте.